# Tanti-Villa Santa Cruz del Lago-Estancia Vieja
Se denomina Tanti - Villa Santa Cruz del Lago - Estancia Vieja a la aglomeración urbana que se extiende entre las localidades argentinas de Tanti, Villa Santa Cruz del Lago y Estancia Vieja dentro del Departamento Punilla, provincia de Córdoba, en las coordenadas 31°21′42″S 64°34′29″O / -31.36167, -64.57472.

## Población
Cuenta con 6,396 habitantes (Indec, 2010). En el anterior censo contaba con 4,196 habitantes (Indec, 2001), lo que representa un incremento del 52,6%.
| Localidad                 | Población (2010) | Población (2001) | Población (1991) |
| ------------------------- | ---------------- | ---------------- | ---------------- |
| Tanti                     | 6.554            | 4.579            | 3.323            |
| Villa Santa Cruz del Lago | 2.282            | 1.637            | 863              |
| Estancia Vieja            | 909              | 494              | 318              |
| Total                     | 9.745            | 6.710            | 4.504            |